# Обтове
О́бтове — село в Україні, у Кролевецькій міській громаді Конотопського району Сумської області. Населення становить 1504 осіб. До 2020 орган місцевого самоврядування — Обтівська сільська рада, якій також підпорядковані села Губарівщина та Погорілівка. Храмове (престольне) свято - Різдво Пресвятої Богородиці.

## Географія
Село Обтове розташоване в північній частині Кролевецького району, на лівому березі річки Реть, за 15 км від районного центру м. Кролевець.
Вище за течією Реті, на відстані 4 км розташоване село Реутинці, нижче за течією на відстані 2,5 км розташоване село Погорілівка, на протилежному березі - село Губарівщина.

## Місцевості села
Село поділене на кутки: Ардаган, Баштовок, Берег, Гарустівка, Кінашовка (колишні хутори Стара Кунашовка та Нова Кунашовка).
Місцевості біля села: Білогриве, Великий міст, Вербичка, Вила, ГЕС, Залісок, Пастовень, Сухаровка.
Лісові масиви біля села: Бране́ць, Бродок, Крикунка, Обірки, Соснина, Чернече.
Озера і ставки: Галькове (Чванисте), Сажалка.

## Символіка
На гербі зображений човен, який перевозить мішки зі збіжжям. Це символізує обтову (гуртову) торгівлю і є однією з версій назви села (герб є напівпромовистим). Оспівана у віршах поетом Шевченко Михайлом Васильовичем картопля на золотому тлі, королева місцевих полів, завжди дає гарні врожаї, чим і прославляє село на увесь район. Два півмісяці повернуті в різні боки ведуть нас до гербу Забіл, колишніх власників села і символізують добу Гетьманщини. Три картоплини і три мішки вказують на 3 села в Обтівському старостинському окрузі. Жовте тло, у вигляді перевернутої літери "Т", нагадує частину шведського хреста і відзначає пам'ять про шведські війська та коридор-дорогу, яку вони побудували через заболочену місцевість біля села. Це місце, єдине під час весняного водопілля, дозволяло перейти через місцеві річки (по одній із них пливе човен) і вийти на суху лісостепову місцину. Дорога, яку побудували шведські війська, в подальшому з'єднувала дві губернії, сприяючи розвитку села та торгівлі. Жовтий колір також символізує зерно, яке мололося на численних річкових млинах. Зелений колір символізує місцеві ліси, тоді як синій вказує на численні водойми та заливні луги. В гербі зашифрована перевернута літера «Т» - торгівля.

## Історія
Понад 400 років тому серед лісів та озер на лівому березі р. Реть утворилось невелике поселення. Його мешканці займались мисливством, рибальством, обробітком землі і торгівлею. Скуповували зерно у навколишніх селах і оптом продавали його, сплавляючи баржами в інші місця по річках Мозирка і Реть. Відтак назва села походить від оптової (гуртової) торгівлі. Ще одну можливу версію походження назви можна почерпнути з оповіді сина запорозького козака Івана Гнатовича Розсолоди, де він описує, як розпоряджалися землею козаки на Січі: «Так розпоряжались, шо вона у їх була вольна, обтова; так, де хто оббере собі місто, де кому охота припаде, там і сіда». Олександр Яблоновський на початку XX ст., на основі матеріалів так званої Варшавської комісії 1668 р., в описі нашого краю станом на середину XVII ст. називає наше село Оботів і ця назва можливо походить від дав.-рус. і староцерк.-слов. обѣтъ - обіт (обітниця).
На думку О. Лазаревського, Обтове було засновано на початку XVII століття. Село знаходилось у володінні польського пана Франциска Вішли, про що свідчать документи Чернігівської єпархії. У 1689 році село було передано у володіння українському сотнику Петру Михайловичу Забілі. В той час Обтове належало до Коропської сотні Ніжинського полку. 
Під час «Північної війни» 1700—1721 років Росії зі Швецією події якої торкнулися нашого села. У 1708 році війська Карла XXII знаходилися в Новгород-Сіверську. Головна ставка знаходилась в с. Горки на р. Десні. Туди прибув гетьман Іван Мазепа з кількома тисячами козаків, що підтримували його. Паралельно з російськими військами рухалася російська армія на чолі з Петром І.
Найбільші сутички в нашому краї між російськими і шведськими військами відбулися наприкінці 1708 року під селом Чапліївка. При переправі шведських військ через річку Десну загинуло з обох сторін багато воїнів, особливо шведів. Їх загони рухалися від с. Чапліївка до села Обтове прокладаючи у болотяній місцевості мости та гаті, до с. Лукнів. У середині XIX століття нею проходила воєнна дорога з Обтова через Чапліївку на Собич довжиною 38 верст 92 сажні, з яких одна верста і 358 сажень йшли по гатях, тобто греблями по болотах. У мирний час ця дорога виконувала транспортну або торгову функцію, як частина довгої дороги від кордону з Орловською губернією (Грем'яч) до кордону з Київською губернією через Новгород–Сіверський, Собич, Чапліївку, Обтове, Кролевець, Конотоп. Дорога утримувалась селянами навколишніх сіл. Вартість провозу товару становила 15—25 копійок сріблом зі 100 верст з пуда. Надійною дорога вважалася в снігові зими, а в малосніжну, теплу зиму рух вантажів був надзвичайно тяжким. Обтівська дорога діяла допоки Собич був у межах Кролевецького повіту, а в 1923 році він увійшов до складу новоутвореного Клишківського району разом з Тиманівкою та Чапліївкою. Ще одні свідки тих часів, шведські могили (кургани) розташовані за шість кілометрів посеред поля при дорозі з Обтова на Лукнів. Могили, за переказом, не можна розкопувати, бо там поховані «заразні» солдати.
Як писав у своїй скарзі Іван Забіла, «под час шведской руины, когда Мазепа Десну переправил, с войском прийдя в Обтов, зруйновал и выпалил нашу отчину и дом наш велел разграбить* со всем, что было нажитку; тогда ж и коней стадо неученое, на пакость, пистолем велел позабивать, за то, что не давалось ловиться». Автор супліки, маючи у 1708 році 18–19 років, пізніше згущував фарби про родинні втрати, аби добитися у Глухові певних преференцій.
Справді, під час нічної стоянки на лугах шведи грілися, розпалюючи великі скирти сіна, яких тут налічувалося кілька сотень. Крім того, гетьманські урядовці для забезпечення руху війська реквізовували коней. Найпевніше, власники Обтового все ж зазнали збитків під час гатіння прибульцями підмерзлого болота між їхнім населеним пунктом і Лушниками коли була нашвидкуруч зроблена кілометрова гребля. Але село знову відродилось, й у 1717 році в селі мешкало 174 сім’ї селян-кріпаків. За часів панування Забіли у селі збудовано 7 водяних млинів, 2 суконні валяльні. Також є відомості про вироблення високоякісного обтівського пива, яке Забіли надсилали і своїм родичам, і Рихлівському монастирю, і навіть Мазепі.
Своїй дочці Харитині Забіла взяв у прийми полковника Іваненка, якому й передав свої володіння.
Населення збільшувалося, село розбудовувалося. За панування Іваненка збудовані 2 цукроварні, 3 горілчаних заводи. Розвивалося бондарство, кушнірство (вичинка шкіри), на полях вирощували зернові, технічні культури, розводили корів холмогорської породи.
У першій половині XVII століття в с. Обтове відкрито церкву. У 1781 році священик знайшов під престолом храму антимінс, освячений митрополитом Петром Могилою. Відомо що Петро Могила помер у 1674 році, то цілком ймовірно, що храм Різдва Богородиці існував у селі і раніше, навіть тоді коли селом володів польський шляхтич Вишель.
Деякий час в кінці 1820-х—початку 1830-х років село належало графині Делонвіль, яка придбала його у місцевих поміщиків Забілл.
Історія села невіддільна від розвитку освіти. А починається історія розвитку школи у 1854 році. Заснована ватажком дворянства школа грамоти більше нагадувала селянську комору, і навчалися у ній діти багатіїв, крамарів, панських управителів. Через 10 років церковно-приходська школа перейшла вже в інше приміщення. І коли в 1884 році відкрилась земська однокласна школа, її першою вчителькою стала Марфа Іваницька, яка пропрацювала в Обтовому 70 років. За самовіддану працю М. К. Іваницькій у 1948 році було присвоєно звання заслуженого вчителя УРСР і вручено орден Леніна.
Вдячні нащадки в 2003 році встановили на стіні школи меморіальну таблицю.
У 1900 році в Обтові проживав нащадок Харитини Іваненкової — пан Іваненко, про якого народ зберіг добру славу. Поміщик власної сім'ї не мав, як віруюча людина, у 1901 році за власний кошт збудував красиву церкву з вісьмома куполами та вісьмома дзвонами (7 маленьких і один великий, відлитий за спеціальним замовленням, масою 140 пудів (2240 кг)).
У 1932 році, під час примусової колективізації, утворено колгосп імені 1 травня. У 1933 році радянська влада вирішила зруйнувати церкву. Спочатку було знято дзвони і хрести та вивезено їх у невідомому напрямку. У 1934—1936 роках церкву зруйновано повністю. У 1936 році близько 360 дворів селян об'єдналися в колгосп «Червоний Жовтень».
2 вересня 1941 році село окуповане німцями. Частину колгоспного майна евакуйована, а частину загарбано німцями. За два роки, 2 вересня 1943 року село звільнено від окупантів.
Уродженці села Обтове прославились і в роки війни, і в мирний час. Гордістю села є людина-легенда — льотчик Григорій Храпай. За період війни було здійснено 327 таранів, але 24 червня 1941 року він вперше здійснив таран по наземній цілі. Так ціною власного життя наш земляк виконав бойове завдання.
У 1951 році колгоспи с. Обтове об'єднано в один «Зоря комунізму». У 1968 році цей колгосп об'єднався з колгоспом «Газета "Правда"» з сусіднього с. Погорілівка в один — імені Калініна (з 2000 року — ТОВ «Десна»).

## Сьогодення

Обтівська загальноосвітня школа I-III ступенів

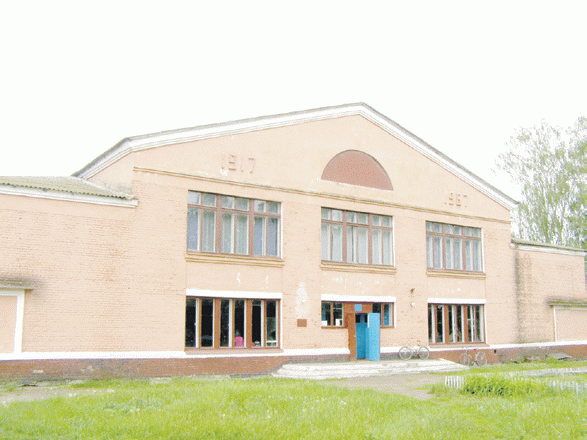
Сільський Будинок культури

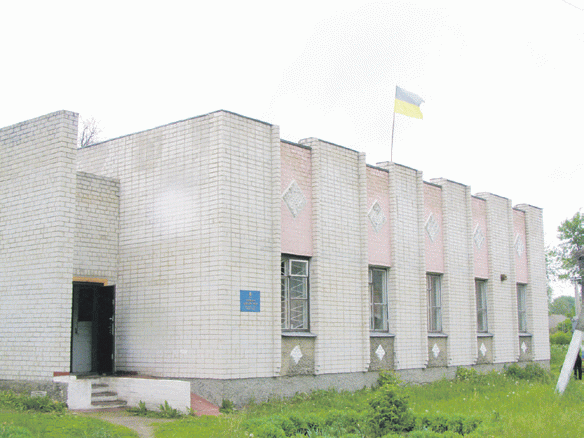
Будівля сільської ради

На сьогодні на території сільської ради діють загальноосвітня школа I—III ступенів, дитячій дошкільний заклад. Нині в школі навчається 98 дітей, така ж перспектива проглядається і на наступні роки. В цьому році школу закінчили 7 чоловік, торік — 9, більшість з них вступила на навчання до вишів.
На території сільської ради функціонують Будинок культури, 2 медичні установи фельдшерський пункт у с. Погорілівка, АЗПСМ в с. Обтове, аптека, відділення зв'язку, храм Різдва Пресвятої Богородиці.
У 2000 році на базі колгоспу імені Калініна було створено ТОВ «Десна». Воно спеціалізується, як і до цього, на вирощуванні зернових, овочевих культур, розвитку м'ясо-молочного виробництва, обробляє до 6 тис. га землі.
Чимало місцевих мешканців добросовісно трудяться нині в ТОВ «Десна» — на полях і фермах. З малоперспективної виросла нова молочно-товарна ферма, де працюють близько 30 осіб. Нині тут утримується 300 корів,  планується вже найближчим часом довести чисельність до 500, і цьому є всі передумови. Надій на корову торік становив майже 5,5 тис. кг (передбачається надоювати до 6 тис. кг, що досягається й завдяки міцній кормовій базі, ставленню до роботи персоналу). До 6 тис. га обробляється на сьогодні в цьому товаристві. Один з тракторних станів розташований безпосередньо в Обтовому, а також тут працює й майстерня для ремонту техніки.
Вміють селяни працювати, вміють і відпочивати. 2011 року, вперше після двадцятирічної перерви в Обтовому було організовано свято проводів зими. Також в селі діє жіночий вокальний колектив СБК «Калина».
У 2012 році розпочато капітальний ремонт приміщення школи, на який буде витрачено понад 146 тис. грн. Також в селі були проведені роботи з покращення вуличного освітлення. У 2013 році розпочато ремонт даху в дитячому садочку. Результативність роботи керівництва територіальної громади та всіх жителів села в останні роки підтвердило зайняте перше місце у конкурсі «Село найкращого благоустрою та громадського порядку».
12 червня 2020 року, відповідно до розпорядження Кабінету Міністрів України № 723-р «Про визначення адміністративних центрів та затвердження територій територіальних громад Сумської області», село увійшло до складу Кролевецької міської громади.
19 липня 2020 року, в результаті адміністративно-територіальної реформи та ліквідації Кролевецького району, увійшло до складу новоутвореного Конотопського району.

## Цікаві факти
- Через сприятливі умови для будування гребель та млинів, село в давнину було одним з осередків млинарського промислу. У 1727 році в селі було п’ять млинів на 10 хлібних кіл. На цей час більшістю з них вже володів Петро Забіла[6].
- Наразі село є великим місцевим осередком з вирощування картоплі. Багато селян на своїх присадибних ділянка вирощують картоплю, закупати яку приїжджають навіть з півдня і сходу України.
- Між селами Обтове і Лукнів знаходилося кілька курганів, які серед місцевого населення звуться «Могили», з наголосом на «о». Серед оброблюваного поля чітко видно залишки двох курганів, які розорюються щороку. Мешканці Обтового розповіли, що їх було більше. Це шведські могили, які не можна розкопувати, бо там поховані «заразні» солдати. Той, хто розкопає, помре[7].
- Кріт в селі має назву норець (бо риє нори).
- У с. Обтове вірили, що сімейне життя молодого подружжя залежить від того, якою буде дорога від молодої до молодого (чи «доїдуть благополучно»). Наприклад, якщо санки з молодими перекидалися, то це віщувало невдалий шлюб[8].

## Відомі люди
- Дворянський рід Русобтовські-Могилянські.
- Артюшенко Олександр Григорович (26 серпня 1972 — 2 листопада 2023) — український військовик, учасник російсько-української війни[9].
- Борщ Олег Анатолійович — український військовик, учасник російсько-української війни[10].
- Грищенко Станіслав Валерійович — український військовик, учасник російсько-української війни[11].
- Іваницька Марфа Кирилівна — український педагог, вихователька трьох поколінь, яка близько 67 років свого життя, з 1884 по 1950 рік, присвятила навчанню дітей села Обтове. У 1948 році їй було присвоєно звання заслуженої вчительки УРСР з врученням ордена Леніна та призначена персональна пенсія.
- Храпай Григорій Архипович — радянський військовий льотчик. У перші дні німецько-радянського зіткнення під час Другої світової війни здійснив перший таран по наземній цілі.
- Шевченко Михайло Васильович (нар. 1947) — український поет, заслужений діяч мистецтв України. Оспівує у своїх віршах рідне село та Україну.

Обтове! В тайній абетці імен
Десь ти стоїш у рядах непомітних…
В літі — в волошках.
В ромашках у квітні.
Йди — пересвідчись, хто віри не йме.
В липні, ой, жита ж того — урожай!
Солодко в яблуках стогнеш у серпні…
Вересень: в надрах моїх картопель
Осінь зігріє боки соковиті…
В жовтні — жоржини,
прецарственні квіти.
В зиму доносить тепло конопель…